# Abu Solimão de Sijistão
Abu Solimão de Sijistão (em persa: ابوسلیمان سجستانی; lit.  "Abu Sulayman Muhammad Sijistani "), também chamado Almantiqui (o Lógico), (c. 932 - c. 1000), batizado com o nome de suas origens no Sijistão ou na província Sistão, no Irã dos dias atuais, tornou-se o filósofo líder do humanismo islâmico na Baguedade de seu tempo.
Profundamente religioso, ele considerava tanto a religião como a filosofia como válidas e verdadeiras; mas separadas, preocupadas com questões diferentes e avançando por meios diferentes. Ele, desta forma, rejeitava as reivindicações dos teólogos mutakallimiin terem construído uma teologia "provada" pela racionalidade, e as dos Confrades da Pureza para oferecer uma síntese da filosofia e religião.
Seu trabalho mais conhecido é Siwan al-hikma (Vaso de sabedoria), uma história da filosofia do começo de seu próprio tempo.

## Leitura aprofundada
- Kraemer, Joel L. (1986), Philosophy in the Renaissance of Islam: Abū Sulaymān Al-Sijistānī and His Circle, ISBN 9004072586, Brill Publishers